# Đèn Nixie

Một đèn Nixie hiện số

Đèn Nixie hay ống Nixie, hiển thị catốt lạnh, là một loại linh kiện điện tử để hiển thị số hoặc các thông tin khác bằng cách phát sáng . 

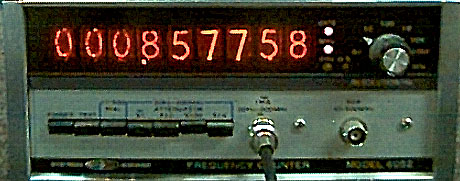
Máy đếm tần Systron-Donner năm 1973 dùng hiển thị Nixie

Màn hình hiển thị hoạt động theo nguyên lý của đèn huỳnh quang, được giới thiệu năm 1957. Nguyên tắc của đèn Nixie đã được biết đến từ những năm 1920, nhưng không được ứng dụng cho đến khi xử lý tín hiệu số ra đời vào những năm 1950. "Nixie" được Burroughs Corporation đăng ký là một nhãn hiệu tại Hoa Kỳ năm 1954, và là tên viết tắt của "Numeric Indicator eXperimental no.1", tên của một phác thảo đầu tiên của ống đó. Sau đó nhà sản xuất điện thoại Ericsson Telephones Limited (ETL) của Anh đã sử dụng thương hiệu "Digitron" cho đèn này vì các lý do pháp lý .
Từ những năm 1960 đèn Nixie là phương tiện hiển thị chủ yếu trong thiết bị đo đếm hay liên lạc. Nhưng sau đó sự xuất hiện của "hiển thị LED" đã làm nó lỗi thời.